# Diputación Provincial de Oviedo
La Diputación Provincial de Oviedo fue una institución política de la antigua provincia de Oviedo (hoy provincia de Asturias) creada a raíz de la división territorial de 1833, que existió durante casi 150 años, entre 1835 y 1982.
La Diputación Provincial vino a sustituir a la Junta General del Principado de Asturias propia del Antiguo Régimen y tuvo su sede en la ciudad de Oviedo. Con la aprobación del Estatuto de Autonomía de Asturias en 1981, la Diputación Provincial de Oviedo desapareció y ocupó su sede la actual Junta General del Principado de Asturias. El edificio, inaugurado en 1910, es obra del entonces arquitecto provincial Nicolás García Rivero y Brieva. El palacio se situó en el solar que habían ocupado anteriormente la iglesia y el convento de San Francisco. La parcela del palacio, rodeada de una verja, se localizaba junto a la plaza de la Escandalera y al Campo de San Francisco, antigua huerta del convento franciscano, y limitaba con la calle Fruela, prolongación de la calle de Uría.

## Historia
La Diputación de Oviedo fue creada en el año 1835, como consecuencia de la organización de España en provincias. En aquella época ejerció competencias en materia de obras públicas, educación, beneficencia, así como funciones intermedias entre los municipios y la administración del estado.
En el año 1979 se constituyó como organismo democrático a la par del proceso de transición que se desarrollaba en España.

## Presidentes
. Ramón González Peña (1933-1934)